# Parangargo
Parangargo is een bestuurslaag in het regentschap Malang van de provincie Oost-Java, Indonesië. Parangargo telt 5296 inwoners (volkstelling 2010).